# Pave Sixtus 2.
Pave Sixtus 2. var pave fra 30. august 257 til 6. august 258. Han døde som martyr under kejser Valerians forfølgelser.
Ifølge Liber Pontificalis var han af græsk afstamning, men der kan være tale om en sammenblanding med en filosof af samme navn. Sixtus genskabte de forbindelser med de afrikanske og østlige menigheder, som var blevet afbrudt under hans forgænger på grund af spørgsmål om gendåb af tilbagekomne kættere.
Under Valerians forfølgelser i 258 blev adskillige præster og biskopper myrdet. Pave Sixtus II var et af de første ofre, idet han blev halshugget 6. august. Han blev siden gjort til martyr sammen med seks af sine medarbejdere: Januarius, Vincentius, Magnus, Stephanus, Felicissimus og Agapitus.
Nogle forskere mener, at Sixtus er forfatter til det pseudo-cyprianske skrift Ad Novatianum, men dette er omdiskuteret. Et andet værk skrevet i Rom mellem 253 og 258 henregnes i almindelighed til Sixtus.